# Chiloglanis normani
Chiloglanis normani je vrsta pištavog somića endemična za Obalu Bjelokosti gdje se javlja u sustavu rijeke Cavalla. Ova vrsta naraste do duljine od 4.6 cm.